# Doliwa-Wappen

Doliwa-Wappen

Das Doliwa-Wappen ist das Stammwappen zahlreicher polnischer Adelsfamilien, die gemeinsam einen Wappenstamm bilden.
Das Doliwa-Wappen (auch Doliwczyk, Doliwita, Tres Rosae) wurde u. a. von den Familien Stepski, Szczycki und Schczuka, Szczuka, Sczuka sowie  geführt. Der Ahne Thomas Tschuka / Sczuka  war oberster Verwalter der Freiherren von Kalkreuth in Kiowitz und führte die zwei Wappen Grabie und Doliwa, was bei Gemeinschaftswappen in Polen oder Schlesien üblich war.